# بهلکه‌داشلی
بهلکه‌داشلی، روستایی است از توابع بخش مرکزی شهرستان آق‌قلا در استان گلستان ایران.

## جمعیت
این روستا در دهستان شیخ‌موسی قرار دارد و براساس سرشماری مرکز آمار ایران در سال ۱۳۸۵، جمعیت آن ۹۲۱ نفر (۱۶۸خانوار) بوده‌است.